# Monochamus transvaaliensis
Monochamus transvaaliensis är en skalbaggsart som beskrevs av Gilmour 1956. Monochamus transvaaliensis ingår i släktet Monochamus och familjen långhorningar. Inga underarter finns listade i Catalogue of Life.